# Love Love Love (Agnes)
Love Love Love è un singolo della cantante svedese Agnes, pubblicato nel 2008 ed estratto dall'album Dance Love Pop: The Love Love Love Edition.
Con questo brano la cantante ha partecipato al Melodifestivalen 2009.

## Tracce
- Download digitale

1. Love Love Love [Radio Edit] — 2:59

- CD

1. Love Love Love [Radio Edit] — 2:59
2. Love Love Love [Instrumental] — 2:59